# 酒井駿
酒井 駿（さかい しゅん、1997年3月4日 - ）は、日本の元男子バレーボール選手である。

## 来歴
長野県長野市出身。小学3年生からバレーボールを始める。小学校時代のポジションはオポジット。
長野市立裾花中学校に入学しセッターに転向。強豪である女子チームと異なり地区大会レベルであった男子チームを2年生で長野県中学総体ベスト8、3年生で全日本中学校選手権大会ベスト8に導いた。
東山高等学校を経て専修大学に進学。4年生でアウトサイドヒッターに再転向。
2019年、V.LEAGUE DIVISION2 MEN（V2男子）に所属する長野GaRonsに入団した。入団1シーズン目となる2019-20シーズン、V2男子の試合に出場し、Vリーグデビューを果たした。2020-21シーズンはチームのキャプテンを務め、得点ランキング3位の実績を残した。しかし、チームは翌2021-22シーズンのライセンス結果により、2020-21シーズン終了をもってのV3降格が確定した。
2021年、酒井は上のレベルでのプレーを希望し、長野GaRonsと2021-22シーズンの契約を結ばず退団。その後、V2男子所属のヴォレアス北海道と2021-22シーズンの選手契約を結び、同チームに入団した。ヴォレアス在籍時はチームの運営会社のスポンサー営業担当として業務に従事した。
2023年、ヴォレアス北海道はV1昇格。2023-24シーズン、V1男子の試合に出場し、V1デビューを果たした。
2024年4月、2023-24シーズン終了をもってヴォレアスを退団し現役引退。
2024年6月、国民スポーツ大会長野県予選では長野GaRonsにふるさと選手枠で登録された。
2024年9月、長野GaRons復帰とキャプテン就任が発表された。
2025年6月、アソシエイトコーチ就任が発表された。

## 所属チーム
- 若穂ジュニア
- 長野市立裾花中学校
- 東山高等学校（2012-2015年）
- 専修大学（2015-2019年）
- 長野GaRons（2019-2021年）
- ヴォレアス北海道（2021-2024年）
- 長野GaRons（2024-2025年）